# خنوی گوش‌سرخ
نام علمی گونه:
(Plectorinchus schotaf (Forsskal, ۱۷۷۵
نام علمی مترادف:
(Gaterin schotaf(Forsskal,۱۷۷۵
نام انگلیسی:
```
Minstrel sweetlips
```

نام فارسی: خِنوی گوش‌سرخ
اندازه : حداکثر اندازه بدن به ۸۰ سانتیمتر می‌رسد.
مشخصات : طول سر ۴ مرتبه و ارتفاع بدن سه مرتبه درازای کل بدن، زیر چانه دارای ۶ عدد سوراخ، باله پشتی دارای ۱۲ تا ۱۳ شعاع سخت و ۱۹ تا ۲۰ شعاع نرم، باله سینه‌ای دارای ۱۶ تا ۱۷ شعاع و باله شکمی دارای یک شعاع سخت و ۵ شعاع نرم می‌باشد، باله دمی به‌طور جزئی دارای حاشیه بریده، بدن پوشیده از فلس‌های شانه‌ای و خط جانبی دارای ۸۰ تا ۸۵ عدد فلس می‌باشد. رنگ بدن خاکستری یکنواخت یا خاکستری زیتونی بوده و بخش عقبی پیش سرپوش آبششی دارای یک حاشیه سرخ رنگ است.
زیست‌شناسی: متعلق به آبهای ساحلی بوده و نزدیک مناطق صخره‌ای و مرجانی از ساحل تا عمق ۸۰ متری زیست می‌کند. تغذیه از بی مهرگان کوچک نظیر میگو، خرچنگ، کرمهای دریایی و گاهی ماهیان ریز صورت می‌گیرد.
نام‌های مورد استفاده در جنوب ایران: نیم
وسایل صید: ترال کف، قلاب دستی.